# Luna de Avellaneda
Luna de Avellaneda è un film del 2004 diretto da Juan José Campanella.

## Riconoscimenti
- 2004 - Seminci
  - Premio per il miglior attore a Ricardo Darín